# Titanidiops canariensis
Titanidiops canariensis là một loài nhện trong họ Idiopidae.
Loài này thuộc chi Titanidiops. Titanidiops canariensis được Jörg Wunderlich miêu tả năm 1992.